# Maurice Minnebo
Maurice Minnebo (1921 – Lede, 14 mei 2013) was een Belgisch BSP-politicus.
Hij werd in 1958 de eerste maal verkozen tot gemeenteraadslid voor de BSP in de toenmalige deelgemeente Lede. Van 1977 tot 1982 was hij schepen, nadat Lede met enkele omliggende gemeenten was gefuseerd. Van 1987 tot 1988 was hij er burgemeester, in opvolging van de toen overleden burgemeester Jules Henderickx.
Van 1970 tot 1974 was de socialist Minnebo lid van de provincieraad in Oost-Vlaanderen.